# Лахнівщина
Лахні́вщина — село в Україні, у Роменському районі Сумської області. Населення становить 49 осіб. Входить до складу Недригайлівської селищної громади. До 2020 року орган місцевого самоврядування — Сакуниська сільська рада.

## Географія
Село Лахнівщина знаходиться на березі безіменного пересихаючого струмка, який через 6 км впадає в річку Хорол. На струмку зроблена загата. На відстані 1 км розташовані села Велика Діброва і Гавришеве (зняте з обліку в 1993 році). Поруч проходить автомобільна дорога Т 1917.

## Історія
12 червня 2020 року, відповідно до розпорядження Кабінету Міністрів України № 723-р «Про визначення адміністративних центрів та затвердження територій територіальних громад Сумської області», село увійшло до складу Недригайлівської селищної громади.
19 липня 2020 року, в результаті адміністративно-територіальної реформи та ліквідації Недригайлівського району, село увійшло до складу новоутвореного  Роменського району.

## Населення

### Мова
Розподіл населення за рідною мовою за даними перепису 2001 року:
| Мова       | Кількість | Відсоток |
| ---------- | --------- | -------- |
| українська | 49        | 100%     |